# Eucalyptus leucoxylon
Espèce
Classification phylogénétique
Répartition géographique
Eucalyptus leucoxylon est une espèce de plantes à fleurs de la famille des Myrtaceae. C'est un arbre trouvé dans le sud de l'Australie.

## Description
C'est un arbre de taille petite à moyenne à l'écorce rugueuse sur les 1 à 2 mètres les plus bas du tronc, au-dessus, l'écorce est lisse avec une surface blanche,jaune ou gris-bleu. Les feuilles adultes sont pétiolées, lancéolées, de 13 × 2,5 cm, concolores, ternes, vertes.
Les fleurs blanches, roses ou rouges apparaissent en hiver.

## Répartition et habitat
E. leucoxylon est largement distribué dans les plaines et les montagnes côtières à proximité ou en Australie-Méridionale, où il est connu comme le Blue Gum et se prolonge dans la moitié ouest du Victoria, où il est connu comme le Yellow Gum.

## Sous-espèces et variétés
L'espèce a été divisée en de nombreuses variétés et sous-espèces. Une variété spectaculaire à fleurs rouges connue sous le nom de 'Rosea' est largement utilisée comme plante ornementale. Elle fleurit abondamment en hiver.

## Sous-espèces
Selon World Checklist of Selected Plant Families (WCSP) (24 août 2011) :
- Eucalyptus leucoxylon F.Muell. (1855)
  - sous-espèce Eucalyptus leucoxylon subsp. bellarinensis Rule (1998)
  - sous-espèce Eucalyptus leucoxylon subsp. connata Rule (1991)
  - sous-espèce Eucalyptus leucoxylon subsp. leucoxylon
  - sous-espèce Eucalyptus leucoxylon subsp. megalocarpa Boland (1979)
  - sous-espèce Eucalyptus leucoxylon subsp. petiolaris Boland (1979)
  - sous-espèce Eucalyptus leucoxylon subsp. pruinosa (Miq.) Boland (1979)
  - sous-espèce Eucalyptus leucoxylon subsp. stephaniae Rule (1991)

## Utilisation
Les feuilles sont distillées pour la production d'huile d'eucalyptus.

## Galerie

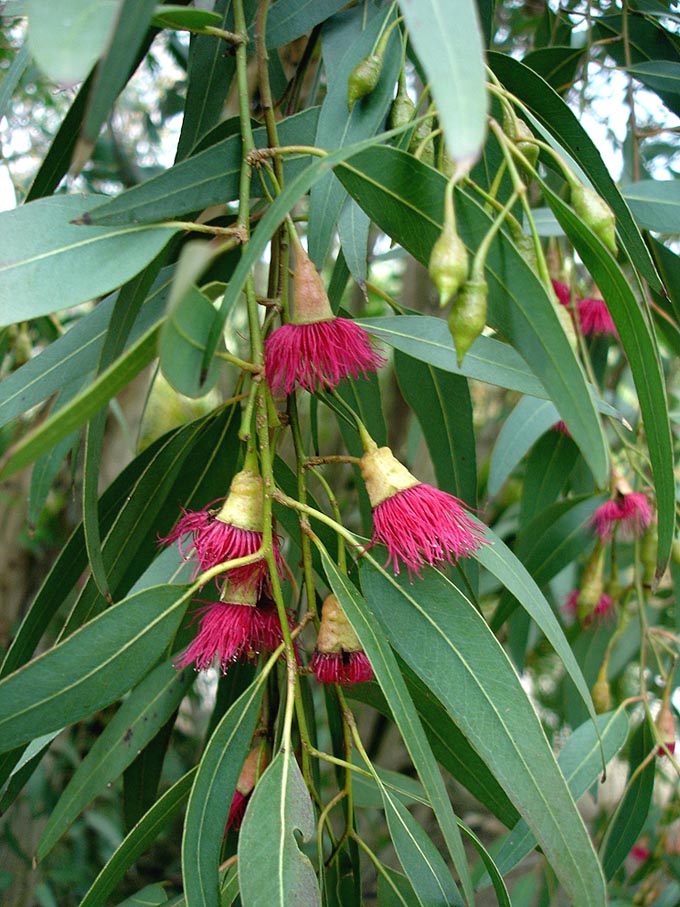
Eucalyptus leucoxylon var. rosea.